# Satya Nandan
Satya N. Nandan, né le 10 juillet 1936 à Suva et mort le 25 février 2020 à New York,, est un juriste et diplomate fidjien, ambassadeur des Fidji auprès de la Communauté économique européenne de 1976 à 1980, président du comité de rédaction de la Convention des Nations unies sur le droit de la mer, et premier secrétaire-général de l'Autorité internationale des fonds marins de 1996 à 2008.

## Biographie
Issu d'une famille indo-fidjienne, Satya Nandan est le plus jeune de dix enfants. Il étudie le Droit à l'université de Londres et devient barrister (avocat) à Lincoln's Inn à Londres, puis également barrister et solliciteur auprès de la Cour suprême des Fidji. Après l'indépendance des Fidji, colonie britannique, en 1970, il préside la délégation fidjienne à la 3e conférence des Nations unies sur le droit de la mer en 1973, et préside le comité de rédaction de la Convention qui en résulte. Il joue ainsi un rôle essentiel dans la reconnaissance internationale de larges zones économiques exclusives, permettant aux Fidji et aux autres petits États insulaires en développement de mieux bénéficier de leurs ressources maritimes. De 1976 à 1981 il est l'ambassadeur des Fidji auprès de la Communauté économique européenne ainsi que de la France, de la Belgique, de l'Italie, des Pays-Bas et du Luxembourg. Il participe ainsi aux négociations pour le renouvellement de la convention de Lomé qui garantit l'accès commercial au marché commun européen pour des pays d'Afrique, des Caraïbes et du Pacifique. Pour l'année 1978-1979 il est parallèlement président du Groupe des 77, coalition de pays en développement aux Nations unies. En 1978 il est fait commandant de l'ordre de l'Empire britannique,.
Haut fonctionnaire au ministère fidjien des Affaires étrangères de 1981 à 1983, de 1983 à 1992 il est adjoint au Secrétaire général des Nations unies, et représentant spécial du Secrétaire-général pour le droit de la mer. Il préside le Bureau des Nations unies pour les Affaires maritimes et le Droit de la Mer. De 1993 à 1996 il préside la conférence des Nations unies sur la gestion et la pêche des poissons migrateurs. En 1996 il est élu président inaugural de l'Autorité internationale des fonds marins, et chargé de développer « sa structure administrative interne, ses règles et règlements internes [et] ses principaux organes » ; il sera réélu en 2000 et en 2004. Il préside à l'élection des premiers juges du Tribunal international du droit de la mer. En 1997 il est fait companion de l'ordre des Fidji (en), la plus haute distinction que puisse conférer son pays,,.
Il enseigne par la suite au Centre pour le Droit et la Politique maritimes de l'université de Virginie, et publie de nombreux articles sur cette thématique. Il meurt à son domicile à Manhattan en février 2020.